# Sant Climent de Saulet
Sant Climent de Saulet és l'església del poble de Saulet, al municipi de Montferrer i Castellbò (Alt Urgell), inclosa en l'Inventari del Patrimoni Arquitectònic de Catalunya.

## Descripció
És una església d'una sola nau, amb capçalera plana orientada al sud-est. Presenta un presbiteri quadrangular, més estret que la nau, i una coberta de fusta de doble vessant amb llosa. L'interior de la nau presenta un banc corregut adossat als murs i un altar d'obra adossat a la capçalera. Hi ha un cor de fusta als peus. La porta principal es troba al mur meridional i és en arc rebaixat. Hi ha una altra porta que dona accés al cementiri al mur nord i una espitllera al costat nord del presbiteri. Coronant el mur occidental hi ha un campanaret d'espadanya d'un sol ull. La construcció és rústega de pedres unides amb morter sense fer filades.

## Història
Alguns autors la consideren d'origen preromànic. Saulet apareix esmentat a l'Spill com a lloc de Santa Cecília d'Elins i la seva jurisdicció civil corresponia al prior de Santa Maria de Castellbò com a successor del monestir d'Elins. La documentació medieval presenta diversos esments a una església dedicada a Sant Climent situada als límits del terme de Malgrat de Noves, però no hi ha cap seguretat que corresponguin a Sant Climent de Saulet.